# Año Internacional del Personal de Enfermería y de Partería
2020 fue designado como Año Internacional del Personal de Enfermería y de Partería por la Organización Mundial de la Salud (OMS) durante la 72.ª Asamblea Mundial de la Salud, celebrada el 16 de mayo de 2019. La proclamación se realizó en reconocimiento al papel esencial que desempeñan las enfermeras y parteras en los sistemas de salud y su contribución a la cobertura sanitaria universal. Este reconocimiento coincidió con el bicentenario del nacimiento de Florence Nightingale, una de las figuras más influyentes en la profesionalización de la enfermería moderna.

## Actividades y alcance
A lo largo del año, la OMS y diversas organizaciones de salud impulsaron múltiples iniciativas con el propósito de resaltar la contribución esencial del personal de enfermería y partería en la atención sanitaria. Se llevaron a cabo campañas globales de concienciación que pusieron en primer plano la importancia de estas profesiones en la provisión de servicios de salud, particularmente en el ámbito de la atención primaria y la promoción de la salud pública. En diversos países, se promovieron eventos educativos, conferencias y actividades de sensibilización destinadas a destacar la labor diaria de estos profesionales y su impacto en las comunidades.
Uno de los principales objetivos fue incentivar la inversión en la educación y formación de nuevos profesionales en enfermería y partería. La creciente demanda de estos trabajadores en los sistemas de salud de todo el mundo hizo que las organizaciones internacionales hicieran un llamado a los gobiernos y entidades educativas para fortalecer los programas de capacitación y garantizar que estos profesionales tuvieran acceso a recursos y herramientas adecuadas para su desarrollo. Asimismo, se abogó por la implementación de políticas que aseguraran condiciones laborales justas y salarios dignos, reconociendo la enorme responsabilidad que conlleva su trabajo y la necesidad de contar con personal motivado y bien remunerado.
Otro eje fundamental de la conmemoración fue la promoción de la equidad de género dentro del sector sanitario. Aunque las mujeres constituyen la gran mayoría del personal de enfermería y partería, enfrentan una brecha de género en términos de oportunidades y condiciones laborales. A pesar de su predominancia numérica, están subrepresentadas en puestos de liderazgo dentro del sistema de salud, lo que limita su capacidad de participar en la toma de decisiones estratégicas. Además, en muchos países, estas profesionales perciben salarios más bajos que sus colegas masculinos en posiciones similares, lo que refleja desigualdades estructurales en el reconocimiento y valoración de su labor.
El desarrollo de estas actividades coincidió con la crisis global provocada por la pandemia de COVID-19, lo que acentuó aún más la relevancia del personal de enfermería y partería en la primera línea de respuesta a emergencias sanitarias. En este contexto, la OMS y otras organizaciones redoblaron sus esfuerzos para visibilizar la necesidad de mejorar la protección, seguridad y bienestar de estos profesionales, quienes enfrentaron condiciones laborales extremas y una gran presión psicológica. Se promovieron medidas para fortalecer los sistemas de salud y garantizar que las enfermeras y parteras contaran con los equipos de protección adecuados, así como con el respaldo necesario para desempeñar su labor en un entorno seguro.
Este año conmemorativo no solo buscó rendir homenaje a la labor incansable de estos profesionales, sino que también sentó las bases para cambios estructurales que permitan mejorar sus condiciones laborales y fortalecer su papel dentro de los sistemas de salud a nivel global.